# Tommaso Salvadori
Gróf Adelardo Tommaso Salvadori Paleotti (Porto San Giorgio, 1835. szeptember 30. – Torino, 1923. október 9.) olasz zoológus és ornitológus. Zoológiai szakmunkákban nevének rövidítése: „Salvadori”.

## Munkássága
Kiadott egy katalógust a madarakról, Szardínia 1862. Később gyógyszerésznek tanult Pisában és Rómában. Részt vett Garibaldi szicíliai expedíciójában. Munkatársa volt a Museum of Zoology 1863-ban, 1879-ben alelnöke és igazgatója Torinóban a Royal Museum of Natural History-nak.

## Tiszteletére elnevezett fajok
- pápua varánusz (Varanus salvadorii)
- Salvadori-réce (Salvadorina waigiuensis)
- hegyi asztrild (Cryptospiza salvadorii)
- Salvadori-eremomela (Eremomela salvadorii)
- Salvadori-pápaszemesmadár (Zosterops salvadorii)
- sisakos fényseregély (Onychognathus salvadorii)
- aranyfülű papagáj (Psittaculirostris salvadorii)

## Általa leírt nemek
- Conuropsis – 1891, papagájfélékhez tartozó nem
- Heteronetta – 1865, récefélékhez tartozó nem
- Neospiza – 1903, pintyfélékhez tartozó nem
- Pteronetta – 1895, récefélékhez tartozó nem
- Oreocharis – 1876, Paramythiidae családba tartozó nem
- Oedistoma – 1876, bogyókapófélékhez tartozó nem
- Zonerodius – 1882, gémfélékhez tartozó nem

## Általa leírt fajok leírás éve szerint

### 1865
- fehérhátú keselyű (Gyps africanus)
- fehérhomlokú cinege (Parus semilarvatus)
- kaliforniai alka (Synthliboramphus craveri)
- szavannaölyv (Buteo auguralis)
- Mirafra rufocinnamomea

### 1869
- bíborvörös viharmadár (Pterodroma magentae)
- trinidadi viharmadár (Pterodroma arminjoniana)

### 1874
- kerekszárnyú héjabagoly (Athene dimorpha) jelenleg (Uroglaux dimorpha)
- Chrysococcyx meyeri

### 1875
- Nesocentor chalybeus – jelenleg Centropus chalybeus
- dzsungelsas (Harpyopsis novaeguineae)
- feketesapkás gyümölcsgalamb (Ptilinopus melanospila) más néven (Ptilinopus melanospilus)
- gyöngyös héja (Megatriorchis doriae)
- feketefejű héja (Accipiter melanochlamys)
- Chrysococcyx ruficollis
- törpekoel (Microdynamis parva)

### 1876
- Toxorhamphus pygmaeum  – jelenleg Oedistoma pygmaeum
- jobi paradicsommadár (Manucodia jobiensis)
- Biak-szigeti füleskuvik (Otus beccarii) – 1876
- szürkefejű apácapinty (Munia caniceps vagy Lonchura caniceps)

### 1877
- Aepypodius arfakianus
- feketecsőrű talegallatyúk (Talegalla fuscirostris)

### 1878
- biaki bokormadár (Gerygone hypoxantha)
- Chrysococcyx crassirostris

### 1879
- feketefejű pápaszemesmadár (Zosterops atricapillus)
- szumátrai földikakukk (Carpococcyx viridis)
- pápua sarlósfecske (Mearnsia novaeguineae)
- Arborophila rubrirostris
- Salvadori-lappantyú (Caprimulgus pulchellus)

### 1880
- molukui szalangána (Aerodramus infuscatus vagy Collocalia infuscata)

### 1881
- új-britanniai gyöngybagoly (Tyto aurantia)

### 1884
- kantáros lappantyú (Caprimulgus fraenatus)

### 1885
- aranyhasú kitta (Cissa hypoleuca)
- Mirafra erythrocephala

### 1888
- Francolinus castaneicollis
- egér sarlósfecske (Schoutedenapus myoptilus)

### 1890
- tüzeshomlokú amazon (Amazona rhodocorytha)

### 1891
- mindorói csillagosgalamb (Gallicolumba platenae)

### 1894
- Mariana-szigeteki réce (Anas oustaleti)
- madagaszkári cigányréce (Aythya innotata)

### 1896
- Salvadori-csicsörke (Serinus xantholaemus)

### 1897
- Salvadori-fácán (Lophura inornata)
- Serpophaga inornata – jelenleg Inezia inornata

### 1899
- zöld-foki viharmadár (Pterodroma feae)